# Mioveni
Mioveni – miasto w Rumunii, w okręgu Ardżesz, nad rzeką Ardżesz. W 2002 roku miasto liczyło około 36 tys. mieszkańców. Między 1964 a 1996 rokiem znane pod nazwą Colibași.

## Produkcja samochodów
Znajduje się tu fabryka i siedziba przedsiębiorstwa Dacia. Zakłady powstały w 1966 roku w Mioveni pod nazwą Uzina de Autoturisme Pitești. Produkowane tu były m.in. Dacie serii 1300. Obecnie w zakładach powstają modele takie jak Dacia Logan, Sandero czy Duster.

## Sport
W mieście tym swoją siedzibę ma klub piłkarski CS Mioveni.